# Michel Rodrigue
Pour les articles homonymes, voir Rodrigue.
Michel Rodrigue, né le 1er avril 1961 à Lyon (Rhône), est un auteur de bande dessinée, illustrateur et écrivain français pour enfants.

## Biographie
Michel Rodrigue, naît le 1er avril 1961 à Lyon,. 
Michel Rodrigue aurait voulu faire du théâtre mais, après des études aux Beaux-Arts de Lyon et une licence en archéologie médiévale, il entame, en 1984, une collaboration au journal Midi olympique dans lequel il crée la série Mézydugnac. Puis deux ans après, en 1986, il adapte Cyrano de Bergerac dans son texte intégral, en collaboration, avec Jean-Claude Vruble et Lionel Garcia, dans un album paru aux Éditions Vents d'Ouest. En 1986, il fait son entrée dans Tintin avec Les Conspirateurs, une série de gags sur des scénarios de Bom. Puis, en 1987, il dessine la mascotte officielle de la Coupe du monde de rugby à XV. 
Chez Glénat, avec la complicité de Roger Brunel, il réalise en bande dessinée, Les Règles du rugby. Il participe, aussi, à l'album historique, L'histoire de la Révolution française en dessinant le tome 4 sur un scénario de Patrick Cothias et avec la collaboration de Jean-Claude Vruble. 
Puis, il participe à plusieurs albums collectifs d'humour chez Vents d'Ouest. 
Après avoir collaboré brièvement à Spirou, il reprend Les Pieds nickelés sous le titre : Empire d'essence, en 1990 chez Vents d'Ouest. En 1991, il collabore au mensuel Rugbyman, l'organe de la Fédération française de rugby à XV, et illustre des affiches de festivals et de cirques. Il dessine, aussi, Le Voleur de pub dans la série des albums des Pieds nickelés avec Vincent "Mike" Deporter, en succédant à René Pellos, suivi en 1992, toujours dans la même série, par Le Flouze artistique. 
Dans le quotidien L'Est républicain, il dessine chaque semaine les Ploums. Et en fin d'année, il expose et donne des cours de bande dessinée en la galerie Suspense à Vevey, en Suisse.
Aux Éditions Bagheera, il illustre quatre contes, présentés en livre-disque, destinés à un circuit publicitaire (Shell). En 1996, il organise avec Claude Moliterni, le Centenaire de la bande dessinée, et en 1997, en collaboration avec Roger Brunel, il dessine le Manuel de survie du bricoleur, chez Albin Michel. En 1998, pour Le Lombard, sur un scénario de Bob de Groot, il dessine Doggyguard, premier tome d'une série d'humour, suivi d'un deuxième album en septembre 1999. De retour chez Albin Michel, il réalise Les Bébés et publie chez Hors Collection, Rugby en coupe, et chez le même éditeur en 2000, Le Foot par la bande. Dans le courant du deuxième semestre, le troisième volet de la série Doggyguard est publié au Lombard.
En 2001, il dessine le tome 1 de la série Les Truculentes Aventures de Rabelais éditée par Hors Collection avec la complicité d'Jean-Yves Mitton, suivi du deuxième tome en 2002.
Toujours avec Claude Moliterni, il organise, au musée d'art contemporain de Lyon, deux manifestations autour de la BD : 10 millions d'images et 10 millions d'étoiles. Depuis 2001, il dirige la collection de prêt-à-porter Sportwear de la ligne Cambé. En collaboration avec Jean-Claude Morchoisne et Michel Janvier, il réalise Horo-comics chez Jet Stream. En 2003, année où il publie le troisième volet de Rabelais, il débute la série Ly-Nook, qu'il scénarise pour André Chéret chez Joker et reprend graphiquement Clifton, à compter du dix-huitième tome, Jade, aux Éditions Le Lombard, sur des scénarios de Bob de Groot.
À partir de 2004, Michel Rodrigue écrit la trilogie de livres pour enfants La Grande Tambouille…, illustrée par René Hausman aux Éditions Au Bord des Continents et lance chez le même éditeur Contes et légendes de féeries, une série dont il élabore le scénario, la partie graphique étant prise en charge par Benoît du Peloux. La même année, en collaboration avec Achdé, sur des textes d'Hervé Richez, il publie le quatrième volume de la série humoristique Les Damnés de la route, aux Éditions Bamboo. Et, en 2005, il reprend la série Cubitus sur un scénario de Pierre Aucaigne, avec En avant toute, au Lombard.
En 2003 il participe au hors-série 20 auteurs fêtent le 10e anniversaire des aventures de Vick et Vicky de Bruno Bertin pour la collection « Petites histoires de Noël » aux Éditions P'tit Louis.
Pour René Hausman, il écrit le one shot Le Chat qui courait sur les toits au Lombard en 2010.
Selon Patrick Gaumer, Michel Rodrigue pratique une bande dessinée populaire et décomplexée.

## Publications
Scénariste
- Clifton
- Les nouvelles aventures de Cubitus
- Les Damnés de la route
- Légendes de féerie
- Ly-Noock
- Le Manuel de survie du bricoleur
- Les Pieds nickelés
- Sybil - La fée cartable
- Triple galop

Dessinateur
- Benjamin, Virgile et Socrate
- Clifton (Série actuelle)
- Les Nouvelles Aventures de Cubitus
- Les Damnés de la route
- Doggyguard
- L'Art du whisky Scénario : S. MacKay, Vents d'Ouest, 2012[6]
- Lautner s'affiche
- Pas sang toi
- La Révolution française
- Les Truculentes aventures de Rabelais[7]
- Vérité sur la…

#### Livres
: document utilisé comme source pour la rédaction de cet article.
- Patrick Gaumer, « Rodrigue, Michel », dans Dictionnaire mondial de la BD, Paris, Larousse, 2010 (ISBN 9782035843319), p. 732-733
- Philippe Mellot, Michel Denni, Laurent Turpin et Isabelle Morzadec, « Rodrigue (L.) », dans Trésors de la bande dessinée BDM 2021-2022 - Catalogue encyclopédique & Argus, Paris, Les Arènes, 2020 (ISBN 9791037502582), p. 73, 133, 210, 224, 235, 261, 305, 308, 351, 394, 445, 644, 649, 678, 681, 692, 940, 920, 978, 1091, 1234. .

#### Articles
- Marie Moinard, « Le Chat qui courait sur les toits : Catman », dBD, no 42,‎ avril 2010, p. 78.